# Ковалёв, Олег Ильич
Олег Ильич Ковалёв (11 августа 1915, Коробец, Смоленская губерния — 22 марта 1993, Самара) — советский хозяйственный, государственный и политический деятель.

## Биография
Родился 11 августа 1915 года на станции Коробец (ныне — Ельнинского района Смоленской области).
Член КПСС. В 1936 году окончил Воронежский авиационный техникум.
С 1935 года — на хозяйственной, общественной и политической работе. В 1935—1975 гг. — технолог, начальник цеха, заместитель директора завода № 18 НКАП СССР, парторг Куйбышевского авиазавода, начальник управления торговли города Куйбышева, первый заместитель председателя, председатель Куйбышевского горисполкома, заместитель председателя Куйбышевского облисполкома по строительству.
Делегат XXII съезда КПСС.
Умер 22 марта 1993 года в Самаре, где и похоронен.

## Награды
- орден «Знак Почёта» (2.7.1945)[2]
- орден Трудового Красного Знамени
- орден Дружбы народов[1].